# Aéroport de Londres-Luton
 (novembre 2021).
L'aéroport de Londres-Luton (code IATA : LTN • code OACI : EGGW) est un aéroport international situé à Luton dans le Bedfordshire, à environ 45 km au nord-ouest de Londres. Après Heathrow, Gatwick et Stansted, c'est le quatrième aéroport le plus important desservant l'agglomération de Londres.

## Histoire
C'est le 16 juillet 1938 que le secrétaire d'État chargé du transport aérien Kingsley Wood inaugura le premier aéroport. Quelques années plus tard, pendant la Seconde Guerre mondiale, cet aéroport servit de base à la Royal Air Force.
Après la guerre, Luton reprit ses activités commerciales en tant que base principale pour de gros voyagistes tels que Thomsonfly et Monarch Airlines. En 1972, l'aéroport de Luton était le plus rentable du Royaume-Uni mais la situation a décliné en août 1974 lorsque Clarcksons, un des plus gros voyagistes utilisant l'aéroport via sa filiale Court Line, fit faillite. 
Durant les quinze années qui ont suivi, de nombreux travaux furent entrepris et un nouveau terminal international fut ouvert en 1985. À cette époque, Ryanair utilisait cet aéroport pour ses vols vers l'Irlande. En 1990, l'aéroport fut renommé London Luton Airport (aéroport de Londres Luton) afin de redorer son image et de le faire passer aux yeux des touristes pour un des aéroports de la capitale britannique bien que le site soit relativement éloigné. En 1991, Ryanair transfera sa principale plateforme de correspondance sur l'aéroport de Stansted et Luton perdit ainsi beaucoup de son importance. Mais la situation s'est renversée à la fin des années 1990 avec l'arrivée de la compagnie charter MyTravel.com et des compagnies low cost Debonair et easyJet. EasyJet faisant même de Luton sa principale plateforme de correspondance. La gare de Luton Airport Parkway a par la suite été construite pour desservir l'aéroport et joindre facilement la gare de Saint-Pancras à Londres. Elle est également reliée à la Ligne principale des Midlands (en) et à la branche nord de la Thameslink qui dessert Bedford, St Albans, Londres, Wimbledon, Sutton, l'aéroport de Londres-Gatwick et Brighton. Une navette gratuite relie la gare à l'aéroport qui se trouve à environ 1 500 mètres.
Actuellement, Transavia, Aer Arann, British Airways Citiexpress, Fly Kiss, Helios Airways, Swe Fly et les compagnies low cost EasyJet, Wizz Air, Flybe, Helvetica, Monarch Airlines et Ryanair relient une cinquantaine de destinations à Luton. Thomsonfly First Choice Airlines, Thomas Cook Airlines, SunExpress et Monarch Airlines utilisent cet aéroport pour leurs vols charters. DHL et Streamline (en) l'utilisent pour transporter du fret. Enfin, les vols d'affaires représentent une certaine proportion de l'activité de l'aéroport.
Des travaux d'extension du nouveau terminal ont débuté en juillet 2005 et devraient porter la capacité de l'aéroport à 8 millions de passagers.

## Chiffres et statistiques
Le graphique qui aurait dû être présenté ici ne peut pas être affiché car il utilise l'ancienne extension Graph, désactivée pour des questions de sécurité. Des indications pour créer un nouveau graphique avec la nouvelle extension Chart sont disponibles ici.

Voir la requête brute et les sources sur Wikidata.

## Compagnies aériennes et destinations
| Compagnies  | Destinations |
| ----------- | --- |
| easyJet     | - Aberdeen-Dyce, - Agadir-Al Massira, - Alicante-Elche, - Amsterdam, - Antalya, - Bâle-Mulhouse, - Barcelone-El Prat, - Belfast-G. Best, - Belfast, - Berlin-Brandebourg, - Bordeaux-Mérignac, - Catane-Fontanarossa, - Charm el-Cheikh, - Cracovie-Jean-Paul II, - Édimbourg, - Faro, - Fuerteventura, - Genève-Cointrin, - Glasgow, - Hurghada, - Inverness, - Jersey, - Lanzarote-Arrecife, - Larnaca, - Las Palmas/Gran Canaria, - Lisbonne-H. Delgado, - Lyon-Saint-Exupéry, - Malaga-Costa del Sol, - Marrakech-Ménara, - Milan-Malpensa, - Naples-Capodichino, - Nice-Côte d'Azur, - Palerme Falcone-Borsellino, - Palma de Majorque, - Paphos, - Paris-Charles de Gaulle, - Pise-Galileo Galilei, - Porto-F. Sá-Carneiro, - Prague-Václav-Havel, - Reykjavik-Keflavík, - Tel Aviv - Ben Gourion, - Ténériffe-Sud Reine Sofia, - Venise - Marco Polo, - Zurich En saison : - Bodrum-Milas, - Corfou-I. Kapodístrias, - Dalaman, - Enfidha-Hammamet, - Grenoble-Alpes-Isère, - Héraklion-N. Kazantzákis, - Ibiza, - Innsbruck-Kranebitten, - Izmir-A. Menderes, - Céphalonie, - Madrid-Barajas, - Minorque-Mahón, - Montpellier-Méditerranée, - Mykonos, - Olbia-Costa Smeralda, - Prévéza-Aktion, - Pula, - Région de Murcie, - Rhodes-Diagoras, - Salzbourg-W. A. Mozart, - Santorin, - Split, - Thessalonique-Makedonía, - Turin S.-Pertini (Caselle), - Zante D.-Solomós |
| El Al       | Tel Aviv - Ben Gourion |
| FlyOne      | Chișinău |
| Ryanair     | - Alicante-Elche, - Barcelone-El Prat, - Béziers - Cap d'Agde, - Bologne-Borgo Panigale, - Bydgoszcz, - Cork, - Cracovie-Jean-Paul II, - Dublin, - Faro, - Fuerteventura, - Kaunas, - Kerry-Killarney, - Knock-Irlande Ouest, - Lanzarote-Arrecife, - Las Palmas/Gran Canaria, - Lublin, - Malaga-Costa del Sol, - Malte, - Naples-Capodichino, - Rzeszów, - Séville-San Pablo, - Ténériffe-Sud Reine Sofia, - Vilnius En saison : - Athènes E.-Venizélos, - Bourgas, - Catane-Fontanarossa, - Grenoble-Alpes-Isère, - Région de Murcie, - Turin S.-Pertini (Caselle) |
| SunExpress  | Antalya, Izmir-A. Menderes En saison : Gaziantep-Oğuzeli |
| TUI Airways | Lanzarote-Arrecife En saison : - Corfou-I. Kapodístrias, - Dalaman, - Enfidha-Hammamet, - Innsbruck-Kranebitten, - Kos, - Palma de Majorque, - Rhodes-Diagoras, - Skiathos-A. Papadiamándis, - Ténériffe-Sud Reine Sofia |
| Wizz Air    | - Amman-Reine-Alia, - Antalya, - Athènes E.-Venizélos, - Bacău-Georges-Enesco, - Belgrade-Nikola-Tesla, - Brasov, - Bratislava-M. R. Štefánik, - Bucarest-H. Coandă, - Budapest-Ferenc Liszt, - Bourgas, - Bydgoszcz, - Cluj-Napoca, - Constanța-M. Kogălniceanu, - Cracovie-Jean-Paul II, - Craiova, - Dalaman, - Debrecen, - Gdańsk-L. Wałęsa, - Iași, - Istanbul, - Katowice-Pyrzowice, - Kaunas, - Košice (Cassovie)-Barca, - Larnaca, - Lisbonne-H. Delgado, - Ljubljana-Jože Pučnik, - Łódź-W. Reymont, - Lublin, - Olsztyn (Holsten)-Mazurie, - Plovdiv-Kroumovo, - Poprad-Tatras, - Poznań (Posnanie)-H. Wieniawski, - Prague-Václav-Havel, - Priština, - Riga, - Satu Mare (en), - Sibiu, - Skopje, - Sofia-Vrajdebna, - Suceava, - Tallinn, - Târgu Mureș, - Tel Aviv - Ben Gourion, - Thessalonique-Makedonía, - Timişoara-T. Vuia, - Tirana-Mère-Teresa, - Varna, - Vilnius, - Varsovie-Chopin, - Wrocław-N. Copernic En saison : - Charm el-Cheikh, - Dubrovnik, - Grenoble-Alpes-Isère, - Héraklion-N. Kazantzákis, - Hurghada, - Palma de Majorque, - Split, - Tromsø |

Édité le 02/04/2023.

## Situation

### Carte des aéroports du Très Grand Londres
| Heathrow Gatwick Stansted Luton City Southend Blackbushe Denham Elstree Fairoaks Farnborough Lydd North Weald Redhill Rochester Stapleford White Waltham Wycombe RAF Northolt Damyns Hall Biggin Hill Oxford Héliport |

### Carte des aéroports commerciaux d'Angleterre
| Birmingham Bournemouth Bristol Doncaster · Sheffield Durham · Tees Valley East Midlands Exeter Humberside Land's · End Leeds-Bradford Liverpool L.-City L.-Gatwick L.-Heathrow L.-Luton L.-Southend L.-Stansted Lydd Manchester Newcastle · Upon Tyne Newquay · Cornouailles Norwich Southampton St Mary des Sorlingues Carlisle Lake |

## Projets

### Construction d'un nouveau terminal
En février 2019, London Luton Airport Limited a annoncé son intention d'agrandir l'aéroport en construisant un deuxième terminal. L'agrandissement augmenterait la capacité de l'aéroport pour accueillir 32 millions de passagers par an en 2039. L'aéroport agrandi continuerait de fonctionner en utilisant la piste unique existante. 
LLAL a décrit plusieurs options pour le site du nouveau terminal 2. La plupart des propositions impliquent un développement qui empiétera sur Wigmore Valley Park, un site désigné du comté de la faune ; un site alternatif à l'est empiéterait sur la ceinture verte de Londres, et une autre option propose d'implanter un nouveau terminal au sud de la piste. Une consultation publique en octobre 2019 a inclus des plans pour un troisième arrêt sur le transit Luton DART, actuellement en construction.